# Breaker! Breaker!
Breaker! Breaker! (El poder de la fuerza en España y Camioneros intrépidos en Hispanoamérica) es una película de 1977 dirigida por Don Hulette y por Chuck Norris, George Murdock y Terry O'Connor.
Fue la primera película de Chuck Norris en un papel protagonista.

## Argumento
Texas City es una ciudad que tiene sus propias leyes. Por esa ciudad cruza adicionalmente el tramo de las carreteras más peligrosas del estado. Esa ruta está constantemente vigilada por la policía de la ciudad, que trabaja según las exigencias del juez Trimmings.
Un día Billy, un joven camionero, se inicia en el mundo del transporte conduciendo su primer camión por la carretera de Texas City. Entonces dos policías del juez lo detienen y lo llevan al juez, el cual le impone una multa exagerada e injusta. El chaval se niega por ello y tiene que asumir entonces las consecuencias.
Pronto, John David, un experto en artes marciales llega en busca de su hermano y se encuentra con una inesperada situación.

## Reparto
| Actor              | Personaje               |
| ------------------ | ----------------------- |
| Chuck Norris       | John David 'J.D.' Dawes |
| George Murdock     | Juez Joshua Trimmings   |
| Terry O'Connor     | Arlene Trimmings        |
| Don Gentry         | Sargento Strode         |
| John Di Fusco      | Arney                   |
| Ron Cedillos       | Oficial Boles           |
| Michael Augenstein | Billy Dawes             |
| Dan Vandegrift     | Wilfred                 |
| Doug Stevenson     | Drake                   |
| Paul Kawecki       | Wade                    |

## Producción
La película fue filmada en la Paramount Ranch, que está ubicada en 2813 Cornell Road, Agoura, California, Estados Unidos. La filmación se se llevó a cabo durante el año 1976 y se estrenó el 1 de abril de 1977.

## Recepción
La película fue un gran éxito de taquilla, ya que engrosó unos 12 millones de dólares habiendo tenido solo un presupuesto de 250 000 de dólares. Contribuyó a que más tarde Chuck Norris fuese una de las estrellas del cine de acción de los 80.
Hoy en día la película ha sido valorada en portales cinematográficos. En IMDb, con aproximadamente 1400 votos registrados, el filme obtiene una media ponderada de 4,3 sobre 10. En cuanto a Rotten Tomatoes, los más de 2500 votos registrados allí le dieron una valoración media de 2,6 de 5. También cabe destacar, que en La Vanguardia el 49 % de los usuarios registrados allí le dan una valoración positiva.